# Ophiuchus bizonatus
Ophiuchus bizonatus är en insektsart som beskrevs av Li och Wang 1997. Ophiuchus bizonatus ingår i släktet Ophiuchus och familjen dvärgstritar. Inga underarter finns listade i Catalogue of Life.